# عصفور الجنة الأبيض
عصفور الجنة الأبيض (الاسم العلمي:Strelitzia alba) (بالإنجليزية: White bird of paradise)‏ هو نوع من النباتات يتبع جنس عصفور الجنة من الفصيلة الإسترلتزية.

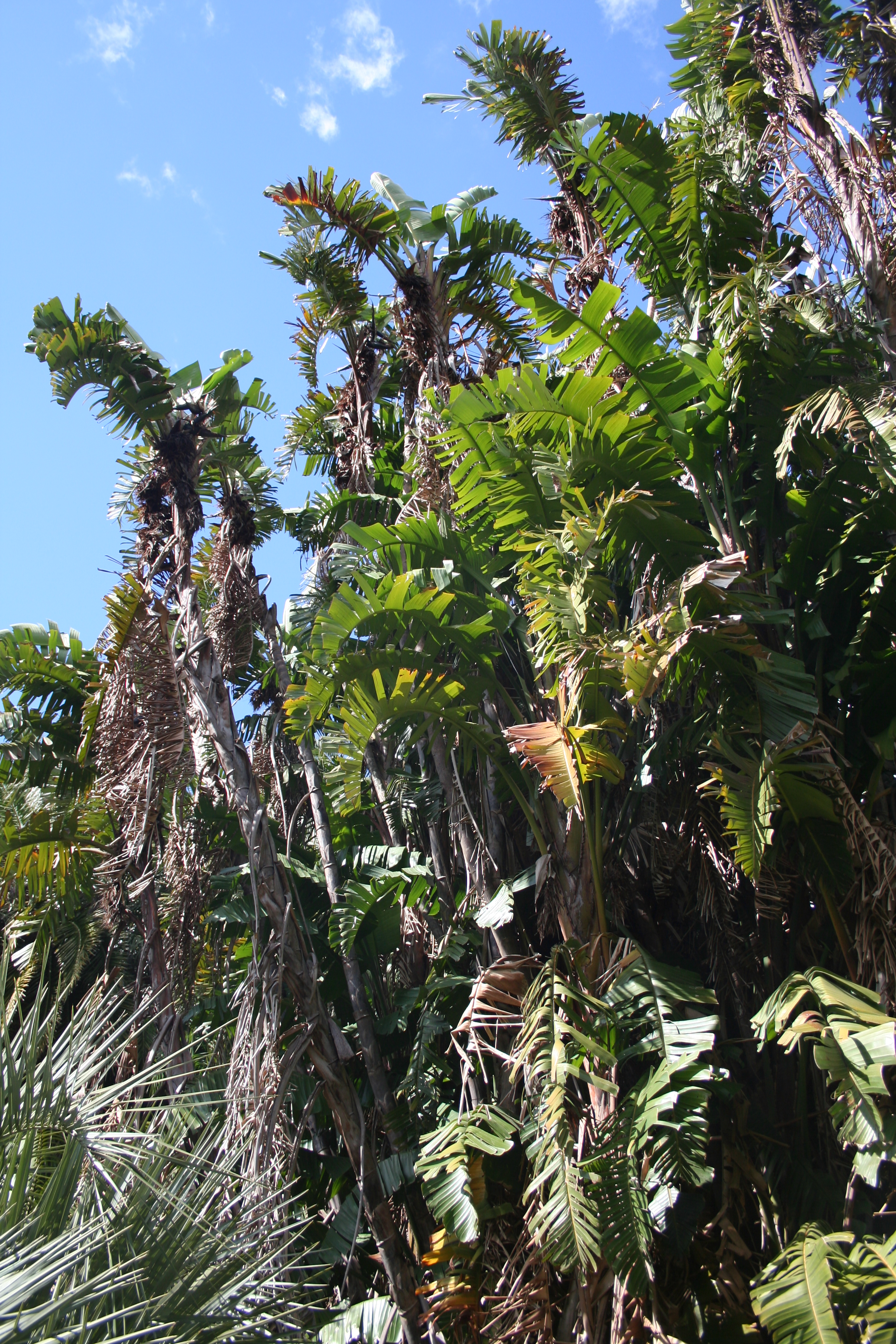
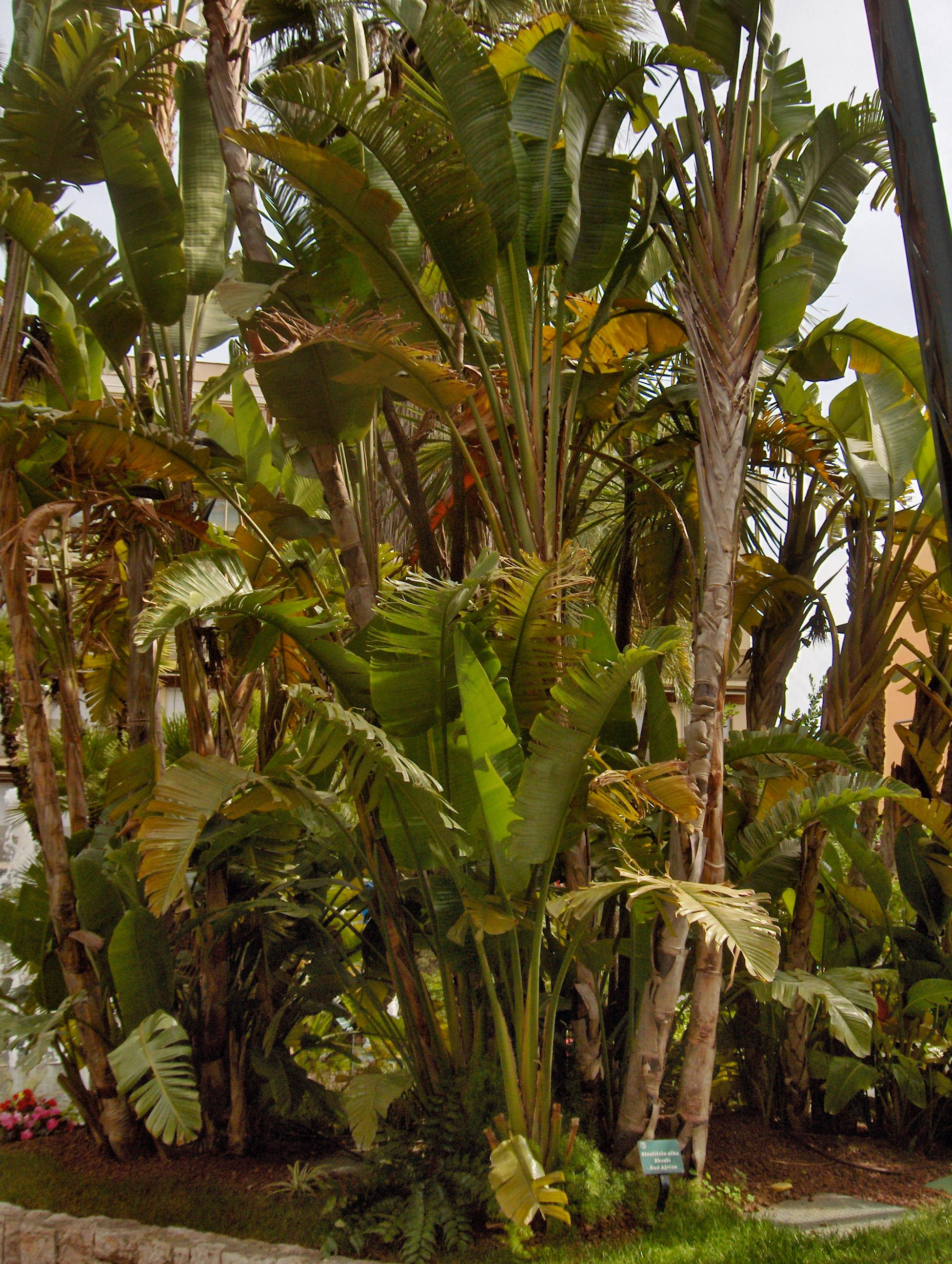
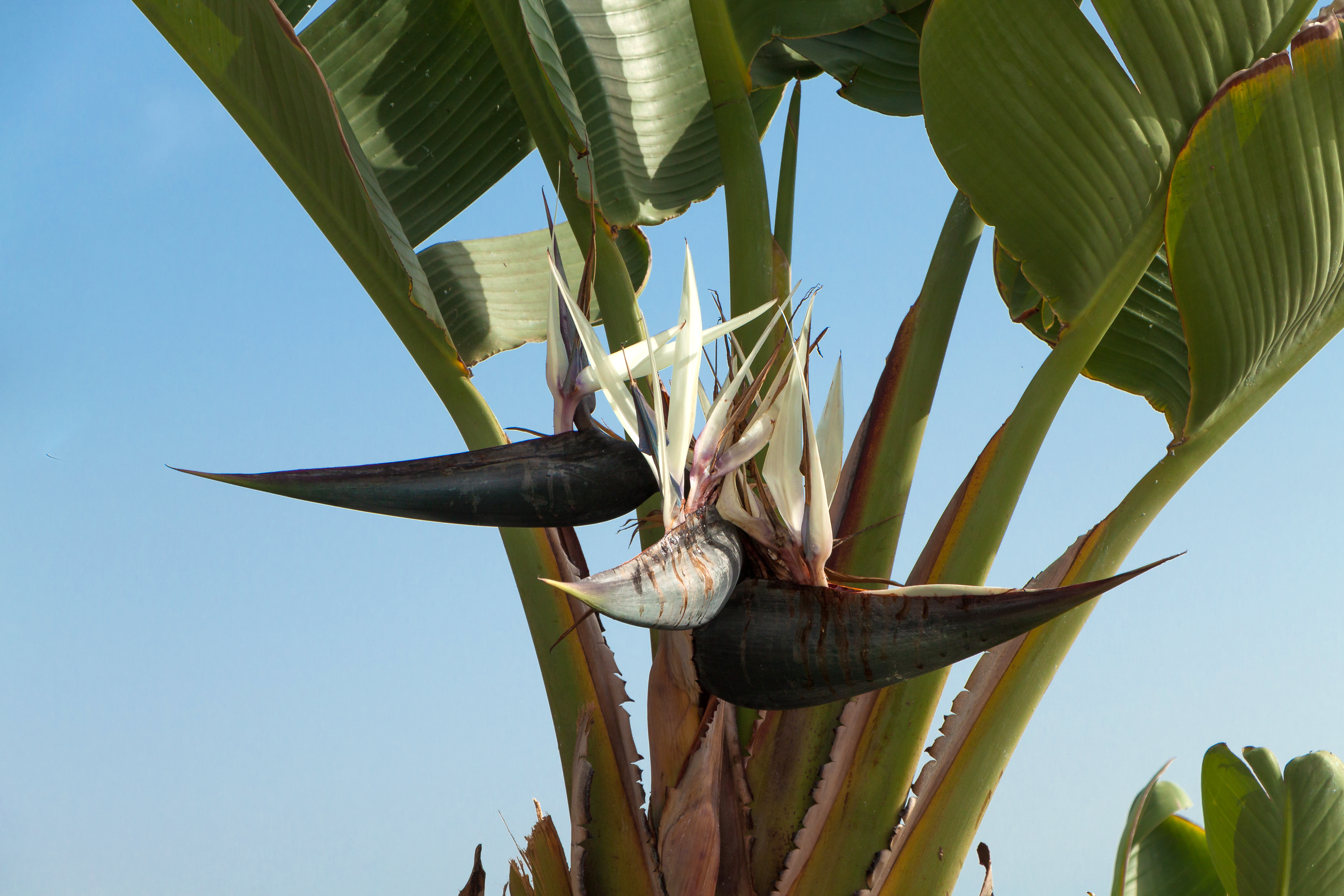
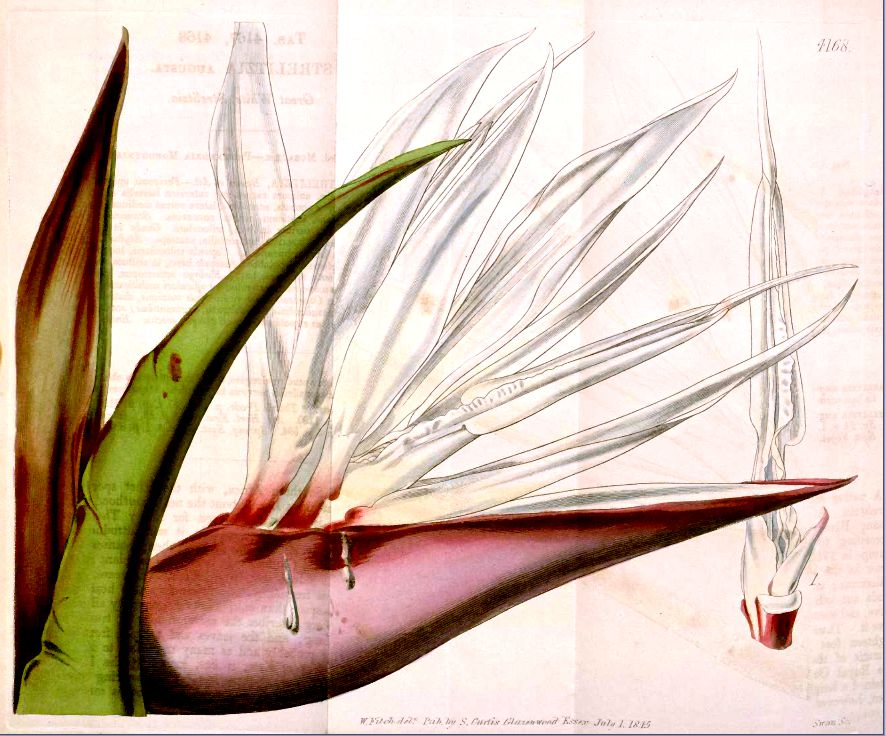